# Luís de Guise (1575-1621)
Luís de Guise (Nápoles, 22 de janeiro de 1575 - Saintes, 21 de junho de 1621) foi um cardeal do século XVII

## Biografia
Nasceu em Lorena em 22 de janeiro de 1575. Terceiro dos quatorze filhos de Henrique I, duque de Guise, morto em Blois, e Catarina de Nevers (ou de Clèves). Os outros filhos eram Charles (duque de Guise e de Joyeuse), Henri (falecido aos 2 anos), Charles, Claude (duque de Chevreuse), François, François Alexander (cavaleiro de Malta), Catherine (+1573), Marie, Catherine ( morreu jovem), Christine, Renée (abadessa de St.Pierre, Reims), Jeanne (abadessa de Jouarre) e Louise Marguerite (casada com o duque François de Conti). Ele também está listado como Louis III de Lorraine, cardeal de Guise. Sobrinho do cardeal Louis II de Guise (1578). Sobrinho-neto do cardeal Jean de Lorraine (1518). Sobrinho-neto dos cardeais Charles I de Lorraine de Guise(1547); e Luís I de Guise de Lorraine (1553).
Destinado desde a infância ao estado eclesiástico, para o qual não tinha vocação. Estudou na Universidade de Paris, onde não se formou..
Por causa de uma disputa com o duque de Nevers, ele propôs um duelo para resolver a diferença. Enquanto esperava o duque, foi preso por ordem do rei, que havia sido alertado sobre o encontro; mais tarde, ele foi libertado..
Recebeu apenas o subdiaconado..
Nomeado pelo rei da França arcebispo coadjutor de Reims, com direito de sucessão, 1601-1602. Sucedeu à sede metropolitana de Reims em janeiro de 1605. Nunca recebeu a consagração episcopal (2) . Casou-se com Charlotte de Romorantin, condessa de Essarts, mademoiselle de La Haye, em 1611, por dispensa do Papa Paulo V. Abade comendatario de Cluny de 1612 até sua morte. Participou do Etat-Generaux de 1614. Abade de Saint-Denis; Cluny; São Remi, arquidiocese de Reims; Corbie; Orcamp; e Saint-Hilaire de Poitiers. Par da França. Protetor da França..
Criado cardeal sacerdote no consistório de 2 de dezembro de 1615; ele nunca foi a Roma para receber o chapéu vermelho e o título. Nomeado embaixador da França perante a Santa Sé, mas nunca foi a Roma. Preso na Bastilha em 1620. Não participou do conclave de 1621, que elegeu o Papa Gregório XV. Participou com o rei Luís XIII da França em sua expedição a Poitou em 1621 e se destacou no ataque aos subúrbios de Saint Jean d'Angély; adoeceu e foi levado para Saintes, onde veio a falecer. Ele foi o terceiro e último cardeal de Guise..
Morreu em Saintes em 21 de junho de 1621. Enterrado na catedral metropolitana de Reims. A notícia de sua morte chegou a Roma em 11 de julho de 1621..